# Ludvík Vojtěch
Ludvík Vojtěch (27. října 1889 [uváděno též 17. listopadu 1889] Boskovice – 1. října 1964) byl český a československý politik Komunistické strany Československa a poúnorový poslanec Národního shromáždění ČSR.

## Biografie
Vystudoval boskovické gymnázium (maturoval v roce 1908). Pak absolvoval Univerzitu Karlovu (obor dějepis a zeměpis). Od roku 1913 učil na gymnáziu v Boskovicích, o rok později ale přešel na reálku v Jevíčku. Po vzniku Československa odešel na Slovensko do města Levoča, kde učil do roku 1921 a pak se vrátil do Boskovic. Patřil mezi vůdčí funkcionáře KSČ a byl aktivním členem Federace dělnických tělocvičných jednot. V obecních volbách v roce 1924 vedl kandidátku KSČ a dokázal získat vysoký podíl hlasů. Stal se náměstkem starosty Boskovic. V letech 1925 a 1926 organizoval v Boskovicích komunistické demonstrace. Krátce byl přeložen do Příboru, od roku 1928 učil opět na státním reálném gymnáziu v Boskovicích. Zde setrval do roku 1939, kdy byl znovu přeložen, nyní do Moravských Budějovic. Za okupace byl od 1. ledna 1941 nuceně penzionován. V létě 1943 ho zatklo gestapo a byl odsouzen k nucené práci v káznici v Bayreuthu, kde setrval až do konce druhé světové války.
Po osvobození znovu nastoupil jako profesor na boskovickém gymnáziu, ale šlo jen o částečný úvazek. Ve stejnou dobu totiž zastával i funkci předsedy ONV v Boskovicích. V letech 1948–1950 byl ředitelem tohoto gymnázia. V květnu 1952 přerušil pracovní poměr, protože se musel naplno věnovat politice. Ve volbách roku 1948 byl zvolen do Národního shromáždění za KSČ ve volebním kraji Brno. V parlamentu zasedal do konce funkčního období, tedy do voleb roku 1954. V roce 1964 mu byl udělen Řád práce.